# Warrior Nun
Warrior Nun is een Amerikaanse urban fantasy televisieserie die tussen 2020 en 2022 op Netflix verscheen. Toen Netflix in 2022 besloot de serie stop te zetten, zorgde een actie van fans ervoor dat de serie werd vernieuwd in een nog te verschijnen film trilogie. De serie draait om de gebeurtenissen rondom Ava, de draagster van een goddelijk wapen, en de groep nonnen die aan haar zijde meestrijdt tegen het kwaad.

## Inhoud
Het eerste seizoen van Warrior Nun focust op Ava die nadat ze gestorven is door de Halo, een metalen aureool die als goddelijk wapen zou dienen, opnieuw tot leven wordt gewekt. Het seizoen verkent hoe zij in eerste instantie niets te maken wil hebben met de Order of the Cruciform Sword, een groep nonnen die verbonden is aan de Halo en die wil samenwerken met Ava, die de Halo-draagster wordt aangezien de Halo is gefuseerd met haar lichaam. In den beginne zou de Halo door een engel, Adriel, naar de aarde zijn gebracht en aan de eerste Halo-draagster zijn gegeven. De Orde en Ava ontwikkelen al snel het idee dat de nieuwe paus misbruik wil maken van de botten van Adriel die onder het Vaticaan begraven zijn. Wanneer zij echter een plan opzetten om de botten veilig te stellen, blijkt Adriel nog in leven en opgesloten te zijn om de wereld te beschermen. Hier eindigt het eerste seizoen.
In het tweede seizoen probeert de Orde te hergroeperen nadat veel van hun leden gedood zijn door Adriel en de zijnen. Ava wordt ondertussen getraind door Beatrice, een van de vrouwen uit de Orde, om Adriel te kunnen verslaan. Na vele omwegen lukt dit ook, hoewel Beatrice Ava, die na de laatste strijd bijna overlijdt, door de Ark moet duwen, een portaal naar het hiernamaals. Beatrice verlaat, diepbedroefd door het verlies van Ava, de Orde. Het tweede seizoen eindigt met een teken dat Ava misschien toch niet helemaal weg is.

## Ontvangst
Door critici werd Warrior Nun wisselend ontvangen. Daniel Warmoeskerken sprak over een 'guilty pleasure van hemelse proporties'. Hij beschrijft de serie als over de top, maar geeft aan dat dit toch goed werkt. Toch denkt hij dat vooral streng gelovigen de negatieve afschildering van de kerk niet kunnen waarderen. Klaas Kaptijn sloot zich bij Warmoeskerken aan en beschreef de serie als 'prima reli-actie-horror [...] die best nog een extra seizoen of twee mag krijgen.' Vooral over de hoofdrolspeelster Alba Baptiste was hij positief. Omar Larabi was ook positief over de serie en vergeleek deze zelfs met Buffy the Vampire Slayer. Andre Nientied was minder positief over de serie en noemde het 'onzinnige relihorror'. Jochgem van der Mel zag dit vergelijkbaar en had het over een 'matige tienerserie'.
Warrior Nun werd door de kijkers goed ontvangen. In Amerika en Nederland stond de serie enige weken in de top 10 van meest bekeken Netflixseries. De serie had in die periode ook de hoogste waardering door kijkers die een serie van Netflix ooit had. De reden voor het cancelen van de serie is dan ook onduidelijk. Sommige critici wezen erop dat Netflix veelvuldig series met vrouwelijke hoofdrolspelers annuleert. Anderen wezen erop dat Netflix de laatste tijd ook veel queer series stopzet. Hierbij is het relevant dat de relatie tussen Beatrice en Ava juist in het tweede seizoen meer uitgesproken queer werd. Dit leidde al snel tot protest vanuit fans en een actie om de serie terug te krijgen. Eind 2023 werd een triologie van films aangekondigd om de serie af te sluiten.